# Нино Де Анджело
Доменико Герхард Горгольоне (Domenico Gerhard Gorgoglione; 18 декабря 1963, Карлсруэ, ФРГ), известный под сценическим псевдонимом Нино Де Анджело (Nino De Angelo) — немецкий певец итало-германского происхождения. Песня «Guardian Angel» в его исполнении в 1983 году достигла 1-го места в чартах Германии, Австрии, Франции. В 1989 году работал с Дитером Боленом, а также выступил на Евровидении c песней «Flieger». С 2001 по 2003 год был бэк-вокалистом Modern Talking.
Всего записал 20 студийных альбомов на немецком, английском и итальянском языках.

## Биография
Доменико Герхард Горгольоне родился 18 декабря 1963 года в Карлсруэ и был единственным ребёнком супружеской пары выходцев из Италии — Стеллы и Пьетро Горгольоне. Детство провёл в Бреттене. После развода родителей переехал с матерью в Кёльн.
В 1979 году стал чемпионом Западной Германии по каратэ (All-Style) среди молодежи. В том же году под псевдонимом Нино Де Анджело он начал карьеру певца в Кёльне, выступая в персидском кафе. С другом, который аккомпанировал ему на пианино, Нино вечером в барах исполнял песни его кумиров — Элвиса Пресли, Адриано Челентано, Ренато Серо и других.
В музыкальной школе на конкурсе «Шлягер» преподаватели находят его вокальные данные превосходными. Он прекрасно исполнил «Go Down, Moses» в киноленте.
В 1980 году Нино принимает немецкое гражданство.
На одном из своих выступлений в 1981 году в музыкальном кафе «Клавиша» Нино знакомится с представителем записывающей компании. Вскоре после этого его мать подписывает контракт для него с фирмой «Polydor» в Гамбурге, и Нино покидает по этой причине гимназию в Кельне. Его первые оба сингла «Siebzehn» и «Der Ring, den Du trägst» не достаточно успешны. Но на сегодняшний день они относятся к абсолютным редкостям.
В 1982 году в начале февраля под псевдонимом «Нино де Анжело» выходит третий сингл
«Und ein Engel fliegt in die Nacht», записанный по немецкой версии хита OMD «Souvenir». В мае Нино попадает впервые в топ 75 со своим синглом. Он занимает 63 строчку чартов, взлетает до 54 места и держится в целом 10 недель в списке хитов. Впервые специальные молодёжные журналы обращают на него внимание. В это же время у Нино
первый телевизионный выход в региональной передаче Западногерманского радио «клуб WWF». Сингл «Vielleicht» также попадает в чарты. Он появляется также на итальянском языке как «Sarà la nostlagia». Обе эти песни были записаны
впервые с Ханс-Иоахим Хорн-Бернгесом, с которым Нино будет тесно сотрудничать также в течение следующих лет. Для Horn-Bernges это был дебют как самостоятельного продюсера.
В 1983 году от Немецкого Исполнителя (Drafi Deutscher) выходит сингл «Ich sterbe nicht nochmal». Нино празднует дебют у Дитера Томаса Хека «хит-парад Второго Германского телевидения» и тут же занимает третье место в хит-параде. В целом Нино уже настолько успешен, что первый альбом «Junges Blut» выходит на музыкальный рынок. Отдельный сингл «Engel und Teufel, Luisa» может продолжать этот успех, хотя у Дитера Томаса Хека достигает лишь пятое место.
Между тем интерес молодёжных журналов к Нино настолько велик, что двусторонние, цветные постеры посвящаются ему. В ноябре появляется следующий сингл, с заголовком которого свяжется в будущем неизгладимо имя «Нино де Анжело»: «По ту сторону Эдема» («Jenseits von Eden»). Он захватывает чарты и прокатывает Нино прямо-таки с гигантским успехом. Композиция снова от немецкого исполнителя, тексты от Ханс-Иоахима Хорн-Бернгеса.
1984 год. «По ту сторону Эдема» 10 недель держаться на ведущем месте немецких чартов и получают золотой статус только через 14 недель после её появления. В общей годовой оценке сингл занимает гордое второе место за Лаурой Браниган с песней «Self Control».
По ту сторону Эдема" или итальянская версия «La valle dell» Эдем" так же занимает первые позиции в чартах европейских стран. Во Франции Нино с Эдемом «La valle dell» — занимает 5 недель номер 1. В течение года Нино получает многочисленные награды, например, «Золотой лев» от RTL, «Золотой камертон» от Второго Германского телевидения и даже трофей MIDEM в Каннах. Франк Элстнер приглашает его в начале следующего года как одного из самых важных людей 1984 года в его популярную передачу «Человек '84». Молодёжные журналы посвящают Нино многочисленные особые акции, как напр., наклейку, автограф-карта, звездный альбом, «почтовая марка» и т. д.
Вышедшая весной пластинка «По ту сторону Эдема» быстро становится золотой. Вскоре после этого появляющийся новый сингл также очень успешен «Затаив дыхание» («Atemlos»), тем не менее, такой популярности, как от «По ту сторону Эдема», не может достичь. Наивысшая котировка в немецких чартах была 20-м местом. Последствием из этого является несколько стихающая волна популярности, которую нужно наблюдать с раннего лета. Для заграницы издаётся пластинка «Нино». Она содержит несколько английских версий заголовков пластинки «По ту сторону Эдема», а также некоторые песни из пластинки «Молодая кровь» («Junges Blut»).
Нино работает в это время уже над его третьим альбомом, который выходит на рынок осенью под заголовком «Время для мятежников» («Zeit für Rebellen»). И сингл «Мы — гиганты» («Wir sind Giganten») не так хорош, занимает несколько недель нижние строчки чартов.
Одновременно появляются английская пластинка «Time To Recover» и итальянская пластинка «Figlio della notte», и появляются в различных странах. Во второй половине года Нино работает с группой и выпускает
новый альбом.
Это будет одной из первых цифровым образом составленных поп-пластинок, которую Нино впервые создаёт как композитор и специалист по рекламе. Теперь он сотрудничает с производителями Jennifer-Rush Candy de Rouge и Гюнтером Менде. Осенью выходит новый сингл «Ich habe mich an dich verloren».
В 1986 году появляется его четвёртая пластинка «Я ищу любовь» («Ich suche nach Liebe», главным синглом которой становится переработанный и адаптированный под немецкий кавер песни Дженифер Раш "The power of love").
Он меняет ещё раз группу и работает с Харальдом Штайнхауером. К концу года появляется сингл «Wünsche der Nacht».
Осенью 1987 года музыкальная сторона Нино снова берет верх. «Doch Tränen wirst du niemals sehen» представлен 10 сентября в передаче «Der große Preis» на TV-премьере, и пластинка «Durch tausend Feuer». Песня под названием «I Only Wanna Be With You» появляется в странах Бенилюкса, Франции и Великобритании. Для издания стран Бенилюкса Нино использует аббревиатуру «N.D.A» вместо его обыкновенного псевдонима.
Осенью 1988 г. Нино получает за «Doch Tränen wirst du niemals sehen» «Золотой камертон». Кроме того, Нино снимается как актёр Второго Германского телевидения «Die Bertinis». Воплощенная им фигура играется в течение более старых лет Немецкого Исполнителя. Съемки происходили с 1987 по 1988 на Сицилии и в Гамбурге.
1989 г. — это явно самый успешное для Нино время — сотрудничество с Дитером Боленом.
Наряду с титульной песней «Samuraj» в этой серии также песня «Don’t Kill It Carol», спетая Нино, написанная Дитером Боленом. С ним и Ханс-Иоахимом Хорн-Бернгесом Нино идет 23 марта в Мюнхене к Гран-при d’Eurovision de la Chanson с песней «Летчик» («Flieger»).
Нино даёт впервые один собственный живой концерт в ноябре в замке Лим.
1990 г. — сингл «Vielleicht muß man erstmal durch die Hölle». Так же в конце года Нино представляет ряд концертов.
1991-1993гг — Нино выпускает новые альбомы, а также пишет для других исполнителей — Оскар Доминго, Рейнхольд Билгери, дуэт «Van Dango», Tommy Шейн Штайнер.
1994 г.-1995 г. — много живых концертов по всей Германии.
1996 г. — его работа прерывается к середине
года заболеванием рака лимфатических желез. Некоторое время Нино полностью удаляется из общественности, начинает к концу года принимать активное участие для Немецкой помощи рака и встречается уже в декабре с «Маленьким большим мужчиной» («Kleiner großer Mann») снова на TV.
1997 г. — Так как Нино отдыхает все больше от его болезни, в марте происходят его первые живые выходы на сцену. Он работает теперь в студии над его новой карьерой, которую он основательно обдумал и для которого он расставил новые приоритеты. После рабочей встречи осенью с музыкантами Майкла Джексона в Америке Нино выпускает в конце ноября новый сингл «I Can See The Light».
1998 г.- У Нино есть уже сенсационный выход в SAT.1 вечеринке новогоднего вечера перед Бранденбургскими воротами в Берлине. Он встречается вместе с другими артистами перед гигантской публикой. Ряд интервью по телевидению и радио. 11 марта стартует новая серия RTL «Доктора Моника Линдт», титульная песня Нино с немецким текстом.
1999 г. — Он создаёт свою команду, чтобы сосредоточиться на современную музыку и автобиографические тексты.
К концу года победит другая страсть Нино: он участвует в четвёртый раз на 24-часовой гонке картов в Кельне, где он уже выиграл во второй раз.
2000 г. — гигантская волна телевизионных выходов и интервью радио следует. Кроме того, Нино предстает с новшеством: Он становится в нескольких живых чатах вопросам интернет-посетителей. В хит-параде Второго Германского телевидения Нино покрывает второе место с «Schwindelfrei» после 7-летней паузы с первого раза.
2001 г. — весной, 7 мая, появляется сингл «Engel», немецкая версия песни «Angel» Лайонела Ричи. 15 октября появляется дуэт на альбоме «Breathe Me В» (Coconut/BMG) Криса Нормана «Я закрываю мои глаза» («Everytime»)
Живая премьера сотрудничества Криса и Нино происходит в Eberthalle в Людвигсхафене / Рейне. Нино получает награду «Лучший национальный певец».
2002 г. — Нино работает в течение некоторого времени режиссёром и ставит 12.11 в журнале шлягера у Бернхарда Бринка (MDR) его новую песню «Ich lebe neu». Речь идет о немецкой версии хита «I’m Alive» Селин Дион.
2003 г. — Он представляет большой аудитории ТВ в шоу «Летний фестиваль народной музыки» сингл «Und wenn ich abends einschlaf» в дуэте со швейцарской певицей Франсин Жорди.
2004-2008гг — Нино снимается в сериале «Unter uns» на RTL. В конце мая / начале июня 2008 года проблемы со здоровьем. Он страдает от нарушение свертывания крови. Ситуация между тем даже угрожающа жизни, и это удается только после нескольких разных терапевтических попыток и стабилизировать его состояние. В начале сентября Нино с первыми живыми концертами возвращается на сцену.
2009 г. — В середине ноября он участвует, тем не менее, как партнер дуэта Михаэля Вендлера в его новом DVD, который был составлен во время живого выхода в Оберхаузене в конце сентября. В 2012-Нино выпускает новый альбом Das Leben ist scon, попавший на 72 строчку чарта Германии.
5 декабря 2014 свет ожидает новый альбом Нино -Meisterwerke"(шедевры моей жизни)

## Дискография (альбомы)
- 1983: Junges Blut
- 1984: Jenseits von Eden
- 1984: N I N O
- 1984: Zeit für Rebellen
- 1985: Time to Recover
- 1986: Figlio della notte
- 1986: Ich suche nach Liebe
- 1987: Durch tausend Feuer
- 1988: Baby Jane
- 1989: Samurai
- 1991: De Angelo
- 1993: Verfluchte Zeiten
- 2000: Schwindelfrei
- 2002: Solange man liebt
- 2003: Zurück nach vorn
- 2004: Un Momento Italiano
- 2005: Nino
- 2012: Das Leben ist schön
- 2014: Meisterwerke
- 2017: Liebe für immer
- 2021 Gesegnet & verflucht
- 2023 “ Von Ewigkeit zu Ewigkeit